# Spitalul cu parc din Dîngeni
Spitalul cu parc este un complex de clădiri amplasat în Dîngeni, raionul Ocnița, Republica Moldova. Este un monument arhitectural de importanță națională inclus în Registrul monumentelor Republicii Moldova ocrotite de stat cu nr. 1714 (raionul Ocnița). Datează de la înc. sec. XX.